# Joseph Henrich

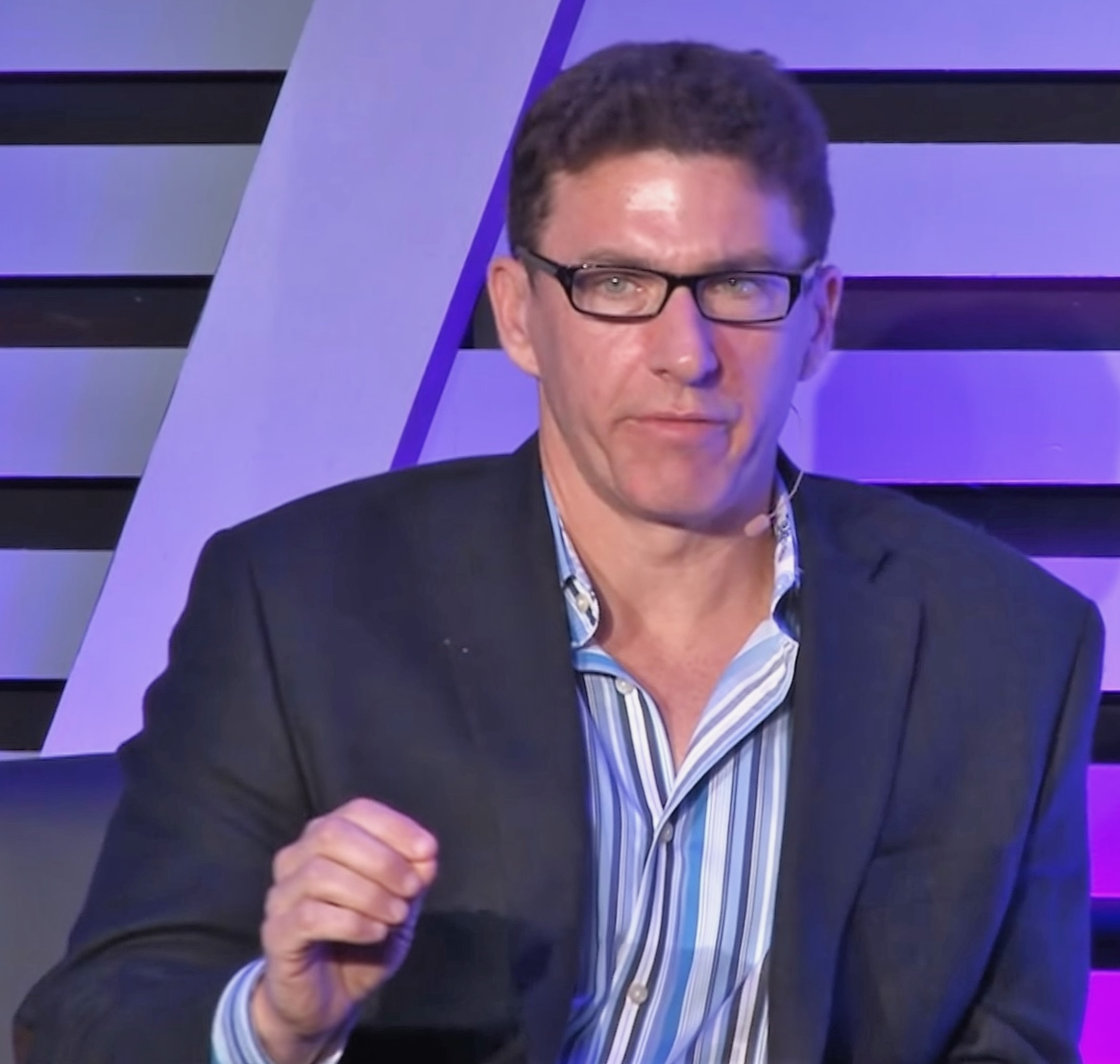
Joseph Henrich, 2016

Joseph Patrick Henrich (* 6. September 1968 in Norristown, Pennsylvania) ist ein amerikanischer Anthropologe. Er war Professor für Kultur, Kognition und Koevolution an der University of British Columbia (UBC). Seit 2015 ist er Direktor und Professor des Department of Human Evolutionary Biology der Harvard University.

## Leben
Joseph Henrich studierte zunächst Anthropologie (B.A., 1991) und Luft- und Raumfahrttechnik (B.S., 1991) an der University of Notre Dame. 1991–1993 arbeitete er bei General Electric als Systemingenieur. Seinen M.A. (1995) und seinen Ph.D. (1999) erhielt er von der University of California, Los Angeles in Anthropologie. Die Arbeit wurde betreut durch Robert Boyd. Von 1999 bis 2002 war Henrich als Gast-Juniorprofessor an der University of Michigan und von 2001 bis 2002 als Wissenschaftler am Wissenschaftskolleg zu Berlin. Von 2002 bis 2007 war Henrich Professor an der Emory University; seit 2006 an der UBC.

## Arbeit
Henrich hat in den Gebieten Soziokulturelle Evolution, Evolution von sozialen Normen, Evolution der Kooperation, Evolution von Prestige und Dominanzhierarchien, Religion, Methodik, kulturelles Lernen, Ethnographie und Sozialverhalten der Schimpansen geforscht und publiziert. In seiner Arbeit hat er auf das WEIRD-Problem hingewiesen – psychologische Fragestellungen werden oftmals anhand westlicher Probanden erforscht, ohne Rücksicht darauf, ob dieselben psychologischen Mechanismen auch in anderen Kulturen vorhanden sind.

## ÜberDie seltsamsten Menschen der Welt
Henrich hat in seinem Buch Die seltsamsten Menschen der Welt (engl. 2020, dt. 2022) die Frage gestellt, warum – im Unterschied zu allen traditionellen Kulturen – die modernen, europäisch geprägten Menschen „höchst individualistisch, selbstverliebt, kontrollorientiert, nonkonformistisch und analytisch eingestellt“ sind. „Wir streben danach, in unterschiedlichen Kontexten ‚wir selbst‘ zu sein, und betrachten Inkonsistenzen im Verhalten anderer eher als Heuchelei denn als Flexibilität. … Wir sehen uns selbst als einzigartige Wesen, nicht als Knotenpunkte in einem sozialen Netzwerk.“ Wir sonderbaren Menschen denken anders: Wir suchen nach „universellen Kategorien und Regeln… , nach denen die Welt organisiert werden kann. … Wir vereinfachen komplexe Phänomene, indem wir sie in Bestandteile zerlegen und diesen Eigenschaften oder abstrakte Kategorien zuweisen - seien es Typen von Partikeln, Pathogenen oder auch Persönlichkeiten. Oft übersehen wir dabei die Beziehungen zwischen den Teilen oder die Ähnlichkeiten zwischen Phänomenen, die nicht gut in unsere Schubladen passen…“  Und wir haben ganz andere Muster sozialer Beziehungen: „Wir können gegenüber Fremden oder Unbekannten ausgesprochen vertrauensvoll, ehrlich, fair und kooperativ sein. (…) Wir halten Vetternwirtschaft für falsch und fetischisieren abstrakte Prinzipien.“
Diese psychologischen Eigenschaften sind in der westeuropäischen Geschichte zunächst bei gebildeten Persönlichkeiten zu beobachten, also bei Menschen, deren wesentliche Kommunikations-Umwelt nicht mehr die Clan-Familie war, sondern die sich einsam – als „Individuen“ – in einer Welt der Schriften orientiert und begriffen haben. Für Henrich ist die Alphabetisierung, die Umstellung des Gehirns auf das Lesen-Lernen, der entscheidende Faktor der kulturellen Evolution zum modernen, „seltsamen“ Menschen. Die Optimierung des Gehirns auf Schrift-Kultur ist verbunden mit einer Verschlechterung der Fähigkeiten zur Gesichtserkennung. „Die Alphabetisierung ist somit ein Beispiel dafür, wie die Kultur Menschen unabhängig von genetischen Unterschieden biologisch verändern kann. Sie modifiziert unser Gehirn, unsere Hormone und unsere Anatomie ebenso wie unsere Wahrnehmungen, Motivationen, Persönlichkeiten, Emotionen und viele weitere Aspekte unseres Geistes.“
Die Alphabetisierung ist für Henrich die Grundlage des Individualismus: „Die längste Zeit der Menschheitsgeschichte wuchsen die Menschen in dichten Familiennetzwerken auf, die entfernte Cousins und Cousinen und Schwiegereltern miteinander verbanden.  In diesen verwandtschaftlich regulierten Welten hingen Überleben, Identität, Sicherheit, Ehe und Erfolg von dem Befinden und dem Wohlstand der auf Verwandtschaften basierenden Netzwerke ab, die oft Institutionen bildeten, die man als Clans, Geschlechter, Häuser oder Stämme kennt.“ Das Leben und Empfinden in Netzwerken basiert auf einer emotionalen Interdependenz, die den Einzelnen dazu bringt, sich mit der eigenen Gruppe zu identifizieren und zwischen dieser und anderen Gruppen auf der Grundlage sozialer Verbindungen scharf zu unterscheiden.
„Um sich in einer Welt aus Individuen ohne enge soziale Verflechtungen besser zurechtzufinden“, mussten die Menschen lernen, anders – analytischer – zu denken. „Eher analytisch orientierte Denkerinnen ziehen es vor, Dinge zu erklären, indem sie Individuen, Sachverhalte, Situationen oder Objekte diskreten Kategorien zuordnen, die oft mit bestimmten Eigenschaften assoziiert sind, statt sich auf die Beziehungen zwischen den Individuen … zu konzentrieren.“ Im Zentrum der Wahrnehmung anderer stand nicht mehr deren Netz-Zugehörigkeit, sondern das Individuum mit ihm zugeschriebenen Eigenschaften. „Als das Leben in wachsendem Maße von unpersönlichen Normen des Umgangs mit Nichtverwandten oder Fremden bestimmt wurde, fingen die Menschen an, unparteiische Regeln und unpersönliche Gesetze zu bevorzugen, die für alle in ihren Gruppen oder Gemeinschaften (ihren Städten, Gilden und Zünften, Klöstern und so weiter) galten, unabhängig von ihren sozialen Beziehungen, ihrer tribalen Identität oder gesellschaftlichen Klasse.“ Was im europäischen Hochmittelalter in kleinen, aber einflussreichen Kreisen begann und mit der Reformation sich verbreitete, wurde – so Henrich – als psychologische Disposition „sonderbarer“ Menschen zur psychologischen Voraussetzung der Aufklärung und der industriellen Revolution.

## Bücher
- Joseph Henrich, Robert Boyd, Samuel Bowles, Colin Camerer, Ernst Fehr, Herbert Gintis (Hrsg.): The Foundations of Human Sociality: Economic experiments and ethnographic evidence from fifteen small-scale societies. Oxford University Press, 2004. ISBN 0-19-926204-7.
- Nathalie Henrich, Joseph Henrich: Why Humans Cooperate: A cultural and evolutionary explanation. Oxford University Press, 2007. ISBN 0-19-530068-8.
- Joseph Henrich: The Secret of Our Success: How Culture Is Driving Human Evolution, Domesticating Our Species, and Making Us Smarter. Princeton University Press, 2015, ISBN 978-0-691-16685-8 (englisch).
- Joseph Henrich: The WEIRDest People in the World: How the West Became Psychologically Peculiar and Particularly Prosperous. Farrar, Straus and Giroux, 2020, ISBN 978-0-374-71045-3 (englisch, E-Book).
  - Die seltsamsten Menschen der Welt : wie der Westen reichlich sonderbar und besonders reich wurde. Übersetzung Frank Lachmann, Jan-Erik Strasser. Berlin: Suhrkamp, 2022